# Rudingshain
Rudingshain ist ein Stadtteil von Schotten im mittelhessischen Vogelsbergkreis.

## Geographie
Der Ort liegt am Westrand des Vogelsberges 5 km nordöstlich des Hauptortes Schotten. Bei Rudingshain mündet der Graswiesenbach (auch Streitbach genannt) in die Nidda. Durch den Ort verläuft die Landesstraße 3291.
Östlich von Rudingshain zieht sich auf einer Höhe von 530 bis 690 m über NN ein Naturwaldreservat im Oberwald.

## Geschichte

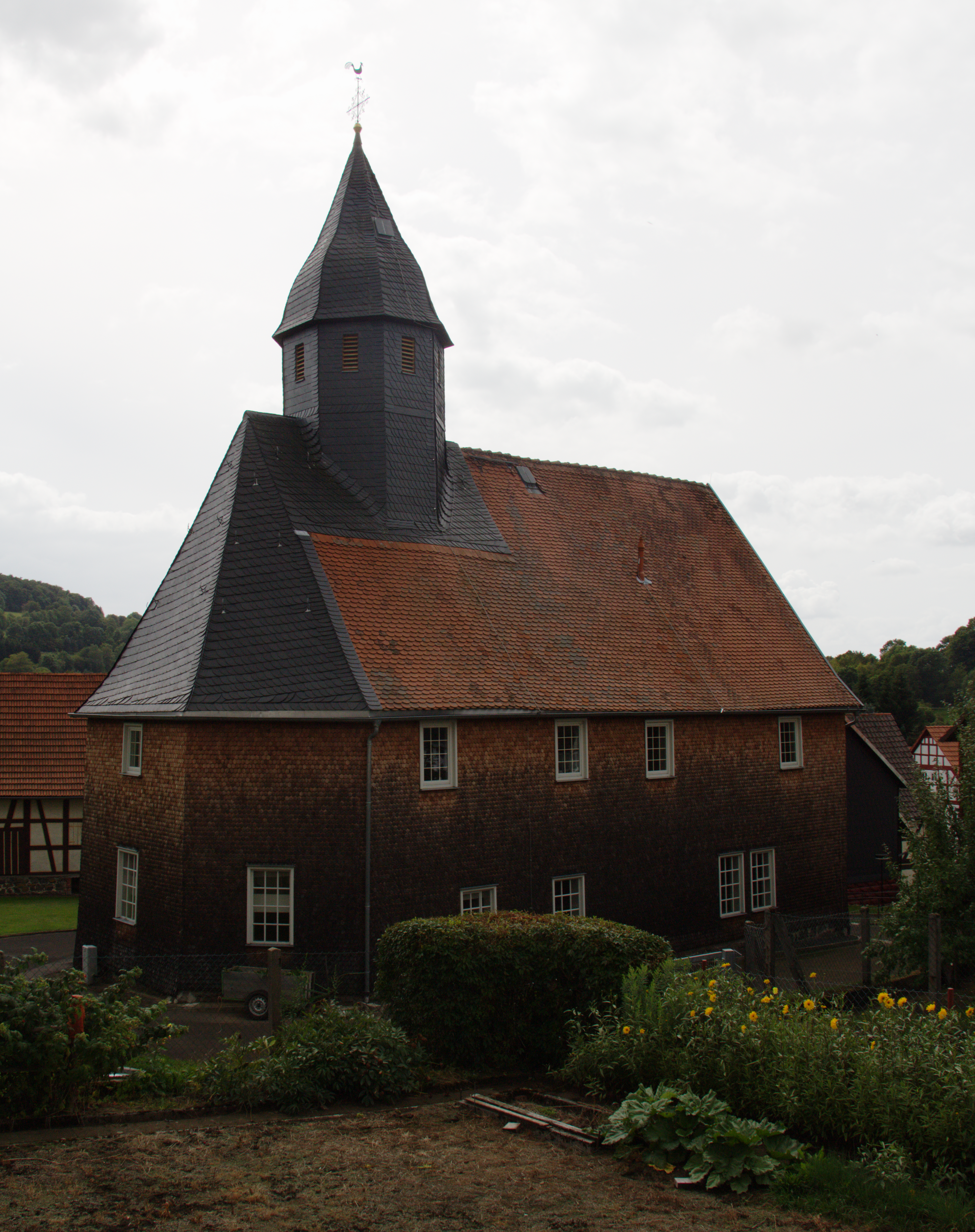
Evangelische Kirche

### Ortsgeschichte
Der Ort „Rüdingishain“ wurde soweit bekannt erstmals im Jahr 1466 in einem Amtsregister von Schotten urkundlich erwähnt. Weitere Erwähnungen erfolgen unter dem Ortsname „Hruodincheim, Rudingesheim, Rüdingishain (1854), Rudingezhajn“. Gedeutet wird der Ortsname als „Hain des Rüding.“
Im nahegelegenen Wald stand früher, 1,5 km östlich des Dorfes, auf dem 590 m hohen „Horst“ die Horstburg, von der nur noch Mauerreste zu finden sind.
Bis ins 16. Jahrhundert hatten die Dörfer Breungeshain, Michelbach und Rudingshain einen gemeinsamen Viehtrieb mit Schotten.
In der Reformationszeit gehörten Rudingshain mit Betzenrod, Götzen und Michelbach zur Pfarrei Schotten. Die Fachwerkkirche in der Ortsmitte wurde 1673 erbaut. Vorher gab es bereits an dieser Stelle eine Kirche. Die Schule wurde 1887 eingeweiht. Sie bestand bis 1974.
Die Statistisch-topographisch-historische Beschreibung des Großherzogthums Hessen berichtet 1830 über Rudingshain:

„Rüdingshain (L. Bez. Schotten) evangel. Filialdorf; liegt im Vogelsberg an der Nidda, 1 1⁄2 St. von Schotten, hat 109 Häuser und 561 Einwohner, die bis auf 1 Katholiken evangelisch sind. Man findet 1 Kirche, 1 Kapelle und 4 Mühlen. Die Kirche gehörte schon im 14. Jahrhundert zu der von Schotten.“

Durch Rudingshain führte der Schottenring, auf dem von 1925 bis 1955 vom Motorsportclub Schotten MSC das Rennen Rund um Schotten ausgetragen wurde.
Von 1852 bis 1932 gehörte der Ort zum Landkreis Schotten und bis zur Gebietsreform in Hessen zum Landkreis Büdingen.
Hessische Gebietsreform (1970–1977)
Zum 1. Dezember 1970 wurde die bis dahin selbständige Gemeinde Rudingshain im Zuge der Gebietsreform auf freiwilliger Basis in die Stadt Schotten eingegliedert. Für den Stadtteil Rudingshain wurde ein Ortsbezirk errichtet.

### Verwaltungsgeschichte im Überblick
Die folgende Liste zeigt die Staaten und Verwaltungseinheiten, denen Rudingshain angehört(e):
- vor 1567: Heiliges Römisches Reich, Landgrafschaft Hessen, Amt Schotten
- ab 1567: Heiliges Römisches Reich, Amt Schotten (Söhne der Margarethe von der Saale)[15]
- ab 1584: Heiliges Römisches Reich, Landgrafschaft Hessen-Darmstadt, Amt Schotten[16]
- 1787: Heiliges Römisches Reich, Landgrafschaft Hessen-Darmstadt, Oberfürstentum Hessen, Amt Schotten[17]
- ab 1806: Großherzogtum Hessen,[Anm. 2] Fürstentum Oberhessen, Amt Schotten und Stornfels[18][19]
- ab 1815: Großherzogtum Hessen, Provinz Oberhessen, Amt und Gericht Schotten und Stornfels[20]
- ab 1821: Großherzogtum Hessen, Provinz Oberhessen, Landratsbezirk Schotten[21][Anm. 3]
- ab 1832: Großherzogtum Hessen, Provinz Oberhessen, Kreis Nidda
- ab 1848: Großherzogtum Hessen, Regierungsbezirk Nidda
- ab 1852: Großherzogtum Hessen, Provinz Oberhessen, Kreis Schotten
- ab 1867: Norddeutscher Bund, Großherzogtum Hessen, Provinz Oberhessen, Kreis Schotten
- ab 1871: Deutsches Reich, Großherzogtum Hessen, Provinz Oberhessen, Kreis Schotten
- ab 1918: Deutsches Reich, Volksstaat Hessen, Provinz Oberhessen, Landkreis Schotten
- ab 1938: Deutsches Reich, Volksstaat Hessen, Landkreis Büdingen[22][Anm. 4]
- ab 1945: Deutsches Reich, Amerikanische Besatzungszone,[Anm. 5] Groß-Hessen, Regierungsbezirk Darmstadt, Landkreis Büdingen
- ab 1946: Deutsches Reich, Amerikanische Besatzungszone, Hessen, Regierungsbezirk Darmstadt, Landkreis Büdingen
- ab 1949: Bundesrepublik Deutschland, Hessen, Regierungsbezirk Darmstadt, Landkreis Büdingen
- ab 1971: Bundesrepublik Deutschland, Hessen, Regierungsbezirk Darmstadt, Landkreis Büdingen, Stadt Schotten
- ab 1972: Bundesrepublik Deutschland, Hessen, Regierungsbezirk Darmstadt, Vogelsbergkreis, Stadt Schotten
- ab 1981: Bundesrepublik Deutschland, Hessen, Regierungsbezirk Gießen, Vogelsbergkreis, Stadt Schotten

### Gerichte seit 1803
In der Landgrafschaft Hessen-Darmstadt wurde mit Ausführungsverordnung vom 9. Dezember 1803 das Gerichtswesen neu organisiert. Für die Provinz Oberhessen wurde das Hofgericht Gießen als Gericht der zweiten Instanz eingerichtet. Die Rechtsprechung der ersten Instanz wurde durch die Ämter bzw. Standesherren vorgenommen und somit war für Rudingshain das Amt Schotten zuständig.
Das Hofgericht war für normale bürgerliche Streitsachen Gericht der zweiten Instanz, für standesherrliche Familienrechtssachen und Kriminalfälle die erste Instanz. Die zweite Instanz für die Patrimonialgerichte waren die standesherrlichen Justizkanzleien. Übergeordnet war das Oberappellationsgericht Darmstadt.
Mit der Gründung des Großherzogtums Hessen 1806 wurde diese Funktion beibehalten, während die Aufgaben der ersten Instanz 1821–1822 im Rahmen der Trennung von Rechtsprechung und Verwaltung auf die neu geschaffenen Land- bzw. Stadtgerichte übergingen. Rudingshain viel in den Gerichtsbezirk des „Landgerichts Schotten“.
Anlässlich der Einführung des Gerichtsverfassungsgesetzes mit Wirkung vom 1. Oktober 1879, infolge derer die bisherigen großherzoglich hessischen Landgerichte durch Amtsgerichte an gleicher Stelle ersetzt wurden, während die neu geschaffenen Landgerichte nun als Obergerichte fungierten, kam es zur Umbenennung in „Amtsgericht Schotten“ und Zuteilung zum Bezirk des Landgerichts Gießen.
Mit Wirkung zum 1. Juli 1968 erfolgte die Auflösung des Amtsgerichts Schotten und Rudingshain kam zum Gerichtsbezirk des Amtsgerichts Nidda. Zum 1. Januar 2012 wurde auch das Amtsgericht Nidda gemäß Beschluss des hessischen Landtags aufgelöst und Rudingshain dem Amtsgericht Büdingen zugeteilt.
Die übergeordneten Instanzen sind jetzt, das Landgericht Gießen, das Oberlandesgericht Frankfurt am Main sowie der Bundesgerichtshof als letzte Instanz.

## Bevölkerung

### Einwohnerstruktur 2011
Nach den Erhebungen des Zensus 2011 lebten am Stichtag dem 9. Mai 2011 in Rudingshain 546 Einwohner. Darunter waren 6 (1,1 %) Ausländer.
Nach dem Lebensalter waren 75 Einwohner unter 18 Jahren, 207 zwischen 18 und 49, 126 zwischen 50 und 64 und 138 Einwohner waren älter.
Die Einwohner lebten in 246 Haushalten. Davon waren 66 Singlehaushalte, 75 Paare ohne Kinder und 63 Paare mit Kindern, sowie 39 Alleinerziehende und 6 Wohngemeinschaften. In 60 Haushalten lebten ausschließlich Senioren und in 150 Haushaltungen lebten keine Senioren.

### Einwohnerentwicklung
| • 1791: | 453 Einwohner                       |
| • 1800: | 450 Einwohner                       |
| • 1806: | 509 Einwohner, 105 Häuser           |
| • 1829: | 561 Einwohner, 109 Häuser           |
| • 1867: | 563 Einwohner, 108 bewohnte Gebäude |
| • 1875: | 536 Einwohner, 116 bewohnte Gebäude |

| Rudingshain: Einwohnerzahlen von 1791 bis 2020 | Rudingshain: Einwohnerzahlen von 1791 bis 2020 | Rudingshain: Einwohnerzahlen von 1791 bis 2020 | Rudingshain: Einwohnerzahlen von 1791 bis 2020 | Rudingshain: Einwohnerzahlen von 1791 bis 2020 |
| --- | ---------------------------------------------- | ---------------------------------------------- | ---------------------------------------------- | ---------------------------------------------- |
| Jahr |                                                |                                                |                                                | Einwohner                                      |
| 1791 | 1791                                           |                                                | 453                                            | 453                                            |
| 1800 | 1800                                           |                                                | 450                                            | 450                                            |
| 1806 | 1806                                           |                                                | 509                                            | 509                                            |
| 1829 | 1829                                           |                                                | 561                                            | 561                                            |
| 1834 | 1834                                           |                                                | 613                                            | 613                                            |
| 1840 | 1840                                           |                                                | 606                                            | 606                                            |
| 1846 | 1846                                           |                                                | 591                                            | 591                                            |
| 1852 | 1852                                           |                                                | 617                                            | 617                                            |
| 1858 | 1858                                           |                                                | 599                                            | 599                                            |
| 1864 | 1864                                           |                                                | 568                                            | 568                                            |
| 1871 | 1871                                           |                                                | 549                                            | 549                                            |
| 1875 | 1875                                           |                                                | 536                                            | 536                                            |
| 1885 | 1885                                           |                                                | 534                                            | 534                                            |
| 1895 | 1895                                           |                                                | 533                                            | 533                                            |
| 1905 | 1905                                           |                                                | 572                                            | 572                                            |
| 1910 | 1910                                           |                                                | 571                                            | 571                                            |
| 1925 | 1925                                           |                                                | 580                                            | 580                                            |
| 1939 | 1939                                           |                                                | 589                                            | 589                                            |
| 1946 | 1946                                           |                                                | 797                                            | 797                                            |
| 1950 | 1950                                           |                                                | 751                                            | 751                                            |
| 1956 | 1956                                           |                                                | 678                                            | 678                                            |
| 1961 | 1961                                           |                                                | 630                                            | 630                                            |
| 1967 | 1967                                           |                                                | 648                                            | 648                                            |
| 1970 | 1970                                           |                                                | 643                                            | 643                                            |
| 1980 | 1980                                           |                                                | ?                                              | ?                                              |
| 1990 | 1990                                           |                                                | ?                                              | ?                                              |
| 2000 | 2000                                           |                                                | ?                                              | ?                                              |
| 2004 | 2004                                           |                                                | 596                                            | 596                                            |
| 2010 | 2010                                           |                                                | 584                                            | 584                                            |
| 2011 | 2011                                           |                                                | 546                                            | 546                                            |
| 2015 | 2015                                           |                                                | 541                                            | 541                                            |
| 2020 | 2020                                           |                                                | 546                                            | 546                                            |
| Datenquelle: Historisches Gemeindeverzeichnis für Hessen: Die Bevölkerung der Gemeinden 1834 bis 1967. Wiesbaden: Hessisches Statistisches Landesamt, 1968. Weitere Quellen: LAGIS; Einwohnerzahlen nach 2000:; Zensus 2011 |                                                |                                                |                                                |                                                |

### Historische Religionszugehörigkeit
| • 1829: | 560 evangelische, ein katholischer Einwohner                      |
| • 1961: | 587 evangelische (= 93,17 %), 43 katholische (= 6,83 %) Einwohner |

### Politik
Für Rudingshain besteht ein Ortsbezirk (Gebiete der ehemaligen Gemeinde Rudingshain) mit Ortsbeirat und Ortsvorsteher nach der Hessischen Gemeindeordnung.
Der Ortsbeirat besteht aus neun Mitgliedern. 
Bei den Kommunalwahlen in Hessen 2021 betrug die Wahlbeteiligung 60,34 %. Alle Kandidaten gehören der „Bürgerliste Rudingshain“ an. Der Ortsbeirat wählte Timo Neumann zum Ortsvorsteher.

## Kultur
In der Liste der Kulturdenkmäler in Schotten sind für Rudingshain elf einzelne unter Denkmalschutz stehende Kulturdenkmäler aufgeführt.